# European Le Mans Series de 2001
A temporada de 2001 da European Le Mans Series foi a única temporada da IMSA European Le Mans Series. Foi uma competição para carros de corrida Le Mans Prototypes (LMP) e Grand Touring (GT) divididos em 4 classes: LMP900, LMP675, GTS e GT. Começou em 17 de março de 2001 e terminou em 6 de outubro de 2001, após 7 corridas.
A série surgiu após a expansão da American Le Mans Series de Don Panoz para incluir rondas europeias em 2000. A ELMS se tornou uma série separada em 2001, embora seguindo as mesmas regras da IMSA e do ACO que a ALMS seguiu, e até mesmo tendo eventos compartilhados entre as duas séries. Tal como o Petit Le Mans para a ALMS, os 1000 km do Estoril foram pensado para ser um evento único que daria entradas automáticas para as 24 Horas de Le Mans aos seus vencedores. A falta de interesse da comunidade de corridas europeia e a concorrência da categoria da FIA fizeram com que esta fosse a única temporada da ELMS. Outra série planeada, conhecida como Asian-Pacific Le Mans Series (APLMS), estava prevista para começar no final de 2001, mas nunca ocorreu.
Após o fim da European Le Mans Series, a ACO tentaria criar outra série de carros esportivos com sede na Europa em 2003, com a mais bem-sucedida Le Mans Endurance Series . A Le Mans Endurance Series acabou sendo renomeada para European Le Mans Series em 2012 .

## História
Ao mesmo tempo no desenvolvimento da European Le Mans Series, Don Panoz também propôs a ideia de mais uma série.  Originalmente chamada de Asian Le Mans Series, mais tarde ficou conhecida como Asian-Pacific Le Mans Series (APLMS). Assim como a European Le Mans Series, esta APLMS seria uma série de sport-protótipos apoiada pelo ACO para a Ásia e o Pacífico. Isso pode ser visto como uma ressurreição do Campeonato de Sport-Protótipos do Japão (JSPC), que havia terminado em 1992. O ACO já havia apoiado um único evento japonês, o Le Mans Fuji 1000km de 1999, que combinou carros de Le Mans com máquinas JGTC para inscrições automáticas nas 24 Horas de Le Mans de 2000 . Essa ideia foi seguida pela American Le Mans Series com a Corrida dos Mil Anos de 2000 no Circuito de citadino de Adelaide, na Austrália . Esses dois eventos serviram como precursores da série APLMS planeada e, na época da criação da ELMS, Don Panoz anunciou sua intenção de realizar uma corrida de exibição APLMS no Circuito Internacional de Sepang, na Malásia, no final de 2001.
A European Le Mans Series foi lançada em 2001 com 5 corridas, incluindo uma de 1000 km no Estoril, que seria o equivalente europeu às 1000 milhas de Petit Le Mans e daria entradas automáticas para as 24 Horas de Le Mans a cada vencedor de classe.
Para ajudar no desenvolvimento da ELMS, a temporada de 2001 compartilhou algumas corridas entre a ALMS e a ELMS. As 12 Horas de Sebring e Petit Le Mans, normalmente corridas da ALMS, eram consideradas corridas opcionais para as equipas da ELMS. Ao mesmo tempo, as corridas da ELMS de Donington Park e Jarama foram consideradas opcionais para as equipas da ALMS. Isso permitiu a possibilidade de aumentar a participação de equipas internacionais em qualquer uma das séries.
Infelizmente, a série não conseguiu atrair muita atenção das equipas europeias de sport protótipos, especialmente porque as séries finais do Campeonato de Sportscar da FIA e do Campeonato de GT da FIA usaram carros semelhantes, mas regras diferentes que exigiriam que as equipas modificassem seus carros ou comprassem carros novos para cumprir com as regras da ELMS. Isso significa que o número de participantes na temporada de 2001 foi pequena. Nos eventos da ELMS que incluíam equipas da ALMS, muito poucas equipas atravessaram o Atlântico para participarem em corridas que pareciam ter muito poucos participantes sérios. Das equipas da ALMS que competiram, quase todas eram equipas apoiadas pelos fabricantes e tinham dinheiro para gastar no transporte dos equipamentos para a Europa. Assim, as listas de inscritos para cada corrida caíram de 25 no início da temporada para apenas 14 no final da temporada, com algumas classes tendo apenas um ou dois participantes.
Com a falta do envolvimento das equipas e ainda menos interesse dos média devido à falta de equipas, a European Le Mans Series foi forçada a encerrar após a temporada de 2001.
O fim da European Le Mans Series não seria o fim das corridas de protótipos na Europa. Em 2003, o Automobile Club de l'Ouest anunciou as suas intenções de criar a sua própria série na Europa, chamada Le Mans Endurance Series, que seria semelhante à European Le Mans Series, mas contaria com apenas corridas de 1000 km em vez das corridas mais curtas de 2 horas e 45 minutos usadas pela ELMS. Esta série teria muito mais sucesso, com um grande número de participantes desde a edição inaugural.

### APLMS
Com o Automobile Club de l'Ouest (ACO) permitindo que Don Panoz trouxesse as regras e fórmulas de corrida das 24 Horas de Le Mans para a América com a criação do Petit Le Mans em 1998, Don Panoz tentou construir uma série baseada no Petit Le Mans. A antiga série de sport-protótipos IMSA foi assumida e se tornou na nova American Le Mans Series, obtendo muito sucesso em 1999 . Após esse sucesso, Panoz tentou trazer as corridas de protótipos de volta à Europa, que não tinha uma grande série de desde o fim do Campeonato Mundial de Sportscar em 1992. Isso levou à temporada de 2000 da American Le Mans Series, que incluiu duas corridas na Europa, no Circuito de Nürburgring e em Silverstone, além de uma corrida na Austrália. Essas corridas serviriam como precursoras do que se tornaria a European Le Mans Series em 2001.
À medida que a temporada da ELMS avançava, ficou claro que havia falta de interesse na série, e Don Panoz decidiu que a APLMS provavelmente teria ainda menos interesse. Assim, a corrida de exibição APLMS e todos os planos para uma série foram descartados.

## Calendário
Além de Sebring, Estoril e Petit Le Mans, todos os eventos tiveram duração de 2 horas e 45 minutos.
| Rnd | Corrida                              | Circuito                                  | Data          |
| --- | ------------------------------------ | ----------------------------------------- | ------------- |
| 1   | Exxon Superflo 12 Horas de Sebring † | Pista de Corrida Internacional de Sebring | 17 de março   |
| 2   | Corrida ELMS em Donington Park †     | Parque Donington                          | 14 de abril   |
| 3   | Corrida ELMS em Jarama †             | Circuito Permanente Del Jarama            | 20 de maio    |
| 4   | 1000 km do Estoril                   | Autódromo do Estoril                      | 15 de julho   |
| 5   | Corrida ELMS no máximo               | Autódromo Mais                            | 5 de agosto   |
| 6   | Corrida ELMS em Vallelunga           | Autódromo de Vallelunga                   | 2 de setembro |
| 7   | Audi apresenta Petit Le Mans †       | Estrada Atlanta                           | 6 de outubro  |

† - Evento conjunto com ALMS.

## Resultados
Vencedor à geral em negrito .
| Rnd    | Circuito     | Equipa vencedora LMP900                                   | Equipa vencedora LMP675              | Equipa vencedora GTS                         | Equipa vencedora GT                         |
| Rnd    | Circuito     | Pilotos vencedores LMP900                                 | Pilotos vencedores LMP675            | Pilotos vencedores GTS                       | Pilotos vencedores GT                       |
| ------ | ------------ | --------------------------------------------------------- | ------------------------------------ | -------------------------------------------- | ------------------------------------------- |
| 1      | Sebring      | #1 Audi Sport North America                               | Nenhum                               | #26 Konrad Team Saleen                       | #23 Alex Job Racing                         |
| 1      | Sebring      | Michele Alboreto Rinaldo Capello Laurent Aïello           |                                      | Oliver Gavin Terry Borcheller Franz Konrad   | Sascha Maassen Lucas Luhr Emmanuel Collard  |
| 2      | Donington    | #1 Audi Sport Team Joest                                  | #21 Rowan Racing                     | #41 RML                                      | #23 Alex Job Racing                         |
| 2      | Donington    | Tom Kristensen Rinaldo Capello                            | Martin O'Connell Warren Carway       | Bruno Lambert Ian McKellar Jr.               | Lucas Luhr Sascha Maassen                   |
| 3      | Jarama       | #1 Audi Sport Team Joest                                  | #5 Dick Barbour Racing               | #26 Konrad Team Saleen                       | #43 Team Schnitzer                          |
| 3      | Jarama       | Tom Kristensen Rinaldo Capello                            | Eric van de Poele Didier de Radigues | Toni Seiler Walter Brun Franz Konrad         | Dirk Müller Fredrik Ekblom                  |
| 4      | Estoril      | #72 Pescarolo Sport                                       | Nenhum                               | #41 RML                                      | #77 Freisinger Motorsport                   |
| 4      | Estoril      | Jean-Christophe Boullion Laurent Redon Boris Derichebourg |                                      | Bruno Lambert Ian McKellar Jr. Chris Goodwin | Xavier Pompidou Romain Dumas                |
| 5      | Most         | #7 Johansson Motorsport                                   | #38 ROC                              | #41 RML                                      | #60 P.K. Sport                              |
| 5      | Most         | Stefan Johansson Patrick Lemarié                          | Jordi Gené Christophe Pillon         | Bruno Lambert Ian McKellar Jr.               | Robin Liddell Mike Youles                   |
| 6      | Vallelunga   | #9 Lanesra                                                | #28 Didier Bonnet Racing             | #41 RML                                      | #66 Harlow Motorsport                       |
| 6      | Vallelunga   | Richard Dean Gary Formato                                 | François Jakubowski Xavier Bich      | Ian McKellar Jr. Chris Goodwin               | Terry Rymer Magnus Wallinder                |
| 7      | Road Atlanta | #2 Audi Sport North America                               | #57 Dick Barbour Racing              | #4 Corvette Racing                           | #6 PTG                                      |
| 7      | Road Atlanta | Frank Biela Emanuele Pirro                                | Scott Maxwell John Graham Milka Duno | Kelly Collins Andy Pilgrim Franck Fréon      | Hans Joachim Stuck Boris Said Bill Auberlen |
| Fonte: |              |                                                           |                                      |                                              |                                             |

## Campeonato de equipas
Os pontos são atribuídos aos finalistas na seguinte ordem:
- 25-21-19-17-15-14-13-12-11-10-...

Exceto para 12 horas de Sebring, 1000 km do Estoril, e Petit Le Mans que foram premiados pela seguinte ordem:
- 30-26-24-22-20-19-18-17-16-15-...

Os pontos foram concedidos de duas maneiras distintas. Apenas o melhor resultado das duas rodadas americanas (1 e 7) foi incluído. Além disso, apenas os cinco primeiros colocados de toda a temporada foram incluídos. Os pontos ganhos, mas não contabilizados no total da equipe, são listados em itálico .
As equipas só pontuam de acordo com a melhor classificação em cada corrida. As equipas que participaram em Sebring e em Petit Le Mans, mas não compareceram a nenhum evento europeu, também não são contabilizadas para os campeonatos ELMS.

### Classificação LMP900
| Pos | Equipa                   | Chassis                            | Motor                                 | Rd 1 | Rd 2 | Rd 3 | Rd 4 | Rd 5 | Rd 6 | Rd 7 | Total |
| --- | ------------------------ | ---------------------------------- | ------------------------------------- | ---- | ---- | ---- | ---- | ---- | ---- | ---- | ----- |
| 1   | Johansson Motorsport     | Audi R8                            | Audi 3.6L Turbo V8                    | 22   | 19   | 19   | 26   | 25   |      | 26   | 115   |
| 2   | Audi Sport North America | Audi R8                            | Audi 3.6L Turbo V8                    | 30   | 25   | 25   |      |      |      | 30   | 80    |
| 3   | Pescarolo Sport          | Courage C60                        | Peugeot A32 3.2L Turbo V6             | 18   | 17   |      | 30   |      |      |      | 65    |
| 4   | Panoz Motorsports        | Panoz LMP07 Panoz LMP-1 Roadster-S | Élan (Zytek) 4.0L V8 Élan 6L8 6.0L V8 | 17   | 14   | 17   |      |      |      | 19   | 50    |
| 5   | Lanesra Racing           | Panoz LMP-1 Roadster-S             | Élan 6L8 6.0L V8                      |      |      |      |      | 21   | 25   |      | 46    |
| 6   | Westward Racing          | Panoz LMP-1 Roadster-S             | Élan 6L8 6.0L V8                      |      | 15   |      |      |      |      |      | 15    |
| 7   | Team PlayStation (Oreca) | Chrysler LMP                       | Mopar 6.0L V8                         |      | 12   |      |      |      |      |      | 12    |
| 8   | Team Ascari              | Ascari A410                        | Judd GV4 4.0L V10                     |      | 11   |      |      |      |      |      | 11    |

### Classificação LMP675
| Pos | Equipa                     | Chassis       | Motor                    | Rd 1 | Rd 2 | Rd 3 | Rd 4 | Rd 5 | Rd 6 | Rd 7 | Total |
| --- | -------------------------- | ------------- | ------------------------ | ---- | ---- | ---- | ---- | ---- | ---- | ---- | ----- |
| 1=  | Didier Bonnet Racing       | Debora LMP200 | BMW 3.2L I6              |      |      |      | 30   | 21   | 25   |      | 76    |
| 1=  | Dick Barbour Racing        | Reynard 01Q   | Judd GV675 3.4L V8       |      | 21   | 25   |      |      |      | 30   | 76    |
| 3   | Roock-KnightHawk Racing    | Lola B2K/40   | Nissan (AER) VQL 3.4L V8 | 30   |      | 21   |      |      |      | 22   | 51    |
| 4   | Racing Organisation Course | Reynard 2KQ   | Volkswagen 2.0L Turbo I4 |      |      |      |      | 25   |      | 19   | 44    |
| 5   | Rowan Racing               | Pilbeam MP84  | Nissan (AER) VQL 3.0L V6 |      | 25   |      |      |      |      |      | 25    |

### Classificação GTS
| Pos | Equipa             | Chassis                     | Motor                                  | Rd 1 | Rd 2 | Rd 3 | Rd 4 | Rd 5 | Rd 6 | Rd 7 | Total |
| --- | ------------------ | --------------------------- | -------------------------------------- | ---- | ---- | ---- | ---- | ---- | ---- | ---- | ----- |
| 1   | Ray Mallock Ltd.   | Saleen S7-R                 | Ford 7.0L V8                           |      | 25   | 19   | 30   | 25   | 25   |      | 124   |
| 2   | Konrad Team Saleen | Saleen S7-R                 | Ford 7.0L V8                           | 30   | 21   | 25   | 26   |      | 19   | 26   | 121   |
| 3   | Brookspeed         | Chrysler Viper GTS-R        | Chrysler 8.0L V10                      |      |      |      | 24   |      |      | 17   | 41    |
| 4   | Konrad Motorsport  | Porsche 911 GT2 Saleen S7-R | Porsche 3.8L Turbo Flat-6 Ford 7.0L V8 |      |      | 21   |      |      |      | 19   | 40    |
| 5   | Cirtek Motorsport  | Porsche 911 GT2             | Porsche 3.8L Turbo Flat-6              |      |      |      |      |      | 21   |      | 21    |

### Classificação GT
| Pos | Equipa                    | Chassis                  | Motor                 | Rd 1 | Rd 2 | Rd 3 | Rd 4 | Rd 5 | Rd 6 | Rd 7 | Total |
| --- | ------------------------- | ------------------------ | --------------------- | ---- | ---- | ---- | ---- | ---- | ---- | ---- | ----- |
| 1   | P.K. Sport                | Porsche 911 GT3-RS       | Porsche 3.6L Flat-6   |      | 19   | 17   | 26   | 25   | 14   |      | 101   |
| 2   | Paco Orti Racing          | Porsche 911 GT3-R        | Porsche 3.6L Flat-6   |      | 14   | 14   | 20   | 19   | 19   |      | 86    |
| 3   | Harlow Motorsport         | Porsche 911 GT3-R        | Porsche 3.6L Flat-6   |      |      | 11   | 24   | 15   | 25   |      | 75    |
| 4   | Alex Job Racing           | Porsche 911 GT3-RS       | Porsche 3.6L Flat-6   | 30   | 25   | 19   |      |      |      | 24   | 74    |
| 5   | Sebah Automotive, Ltd.    | Porsche 911 GT3-R        | Porsche 3.6L Flat-6   |      | 8    | 10   | 13   | 21   | 13   | 16   | 73    |
| 6   | Seikel Motorsport         | Porsche 911 GT3-RS       | Porsche 3.6L Flat-6   | 19   | 17   | 13   | 22   |      |      | 18   | 71    |
| 7   | Freisinger Motorsport     | Porsche 911 GT3-RS       | Porsche 3.6L Flat-6   | 16   |      |      | 30   |      | 21   |      | 67    |
| 8   | BMW Motorsport            | BMW M3 GTR               | BMW 4.0L V8           | 24   | 10   | 25   |      |      |      | 26   | 61    |
| 9   | Kyser Racing              | Porsche 911 GT3-R        | Porsche 3.6L Flat-6   | 18   | 15   |      |      |      |      | 17   | 33    |
| 10  | Cirtek Motorsport         | Porsche 911 GT3-R        | Porsche 3.6L Flat-6   | 15   |      |      |      |      | 15   |      | 30    |
| 11= | Skea Racing International | Porsche 911 GT3-R        | Porsche 3.6L Flat-6   |      |      |      | 12   | 17   |      |      | 29    |
| 11= | Noël del Bello Racing     | Porsche 911 GT3-R        | Porsche 3.6L Flat-6   |      | 12   |      | 17   |      |      |      | 29    |
| 13  | Atomic Kitten Motorsport  | Chevrolet Corvette LM-GT | Chevrolet LS1 5.7L V8 |      |      |      | 14   |      | 11   |      | 25    |
| 14  | Luc Alphand Aventures     | Porsche 911 GT3-R        | Porsche 3.6L Flat-6   |      |      |      | 19   |      |      |      | 19    |
| 15  | Racing Engineering        | Porsche 911 GT3-R        | Porsche 3.6L Flat-6   |      |      |      | 16   |      |      |      | 16    |